# Elysius fuliginosus
Elysius fuliginosus är en fjärilsart som beskrevs av Rothschild 1909. Elysius fuliginosus ingår i släktet Elysius och familjen björnspinnare. Inga underarter finns listade i Catalogue of Life.